# Петлицы
Петли́цы (уменьш. петли́чки, ранее — шле́йхи) — парные знаки (нашивки) из материи (позднее из других материалов) на воротнике и обшлагах форменной одежды или формы обмундирования.
Петлицы служили и служат знаками различия чина, воинской должности, воинского звания, гражданского чина или должности, принадлежности к воинской части, роду войск или гражданскому ведомству. В настоящее время петлицы сохранились только в вооружённых силах или на гражданской службе отдельных государств: Австрия, Австралия, Афганистан, Бангладеш, Беларусь, Бельгия, Болгария, Великобритания, Вьетнам, Германия, Гонконг, Египет, Индия, Иордания, Иран, Италия, Канада, КНДР, КНР, Непал, Новая Зеландия, Оман, Пакистан, Румыния, Россия, Сирия, Украина, Франция, Швеция, Швейцария, Шри-Ланка.

## Россия и СССР
В России в вооружённых силах до 1917 года петлицы использовались как знаки отличия и были золотыми, серебряными и белевыми на воротниках и обшлагах мундиров офицеров и нижних чинов, и из георгиевского басона (георгиевские петлицы) на мундиры нижних чинов.
Так 25 августа 1864 года всероссийский император, «в воздаяние долговременной и славной боевой службы Нижегородского драгунского полка на Кавказе, постоянно сопровождавшейся блистательными подвигами», пожаловал «на мундиры нижних чинов особое наружное отличие, в виде петлиц из шерстяного басона, по образцу ленты ордена св. Георгия». Также петлицы использовались как знаки различия статских (гражданских) чиновников по Табели о рангах.
В ВС СССР в 1924—1943 годах петлицы служили основным знаком различия воинских званий и родов войск и спецвойск.
На петлицах того времени носились знаки различия по воинским званиям, а также латунные эмблемы по роду войск. Петлицы повседневной формы одежды окантовывались выпушками различных цветов. Командный состав носил золотистые канты из галуна, начальствующий и технический состав — из сукна различных цветов. Например, в органах военной юстиции носились петлицы малинового цвета с окантовкой чёрного цвета, с эмблемой военной юстиции образца 1935 года и набором знаков различия:
- кубики («кубари») — для званий от младшего военюриста до военюриста;
- прямоугольники («шпалы») — для званий военюристов 1-го, 2-го и 3-го рангов;
- ромбы — для званий от бригвоенюриста до армвоенюриста.

Для младших командиров и специалистов знаками различия служили треугольники. Все эти знаки различия изготавливались из латуни с красными эмалевыми вставками (так называемая «горячая эмаль»).
На шинелях носились ромбовидные петлицы на концах воротника, на прочих видах формы одежды — в виде вытянутого параллелограмма. Такие петлицы пришивались по внешнему краю воротника кителя или гимнастёрки. В ВМФ СССР петлиц не было, знаки различия располагались на обшлагах рукавов.
Для полевой формы одежды защитного цвета (хаки) существовали петлицы из того же материала, что и сама форма. На полевых петлицах эмблемы выполнялись окрашенными в тёмно-зелёный цвет, знаки различия изготавливались из латуни с зелёными эмалевыми вставками.
С введением генеральских званий изменились и петлицы — для всех видов формы одежды их стали делать ромбическими с различным количеством звёздочек, окантовка осталась золотистой, полевые генеральские петлицы имели звёздочки зелёного цвета. Во время войны полевые петлицы практически повсеместно вытеснили повседневные.
После восстановления погон в 1943 году петлицы сохранялись на некоторых типах военной формы как знак (по цвету) родов войск. Эта функция была расширена в 1955 году после перехода Вооружённых сил СССР на форму типа мундира, а не китель; в небольшом количестве случаев цвет петлиц стал носить также и информацию о звании. В 1970-е годы приказом были определены следующие цвета петлиц:
- генералиссимус Советского Союза — красный;
- маршалы Советского Союза — красный;
- в мотострелковых войсках — красный;
- в артиллерии, танковых, инженерно-технических войсках и войсках связи — чёрный;
- для генералов инженерных войск, войск связи и технических войск — малиновый;
- в ВВС и ВДВ — голубой;
- в интендантской, медицинской, ветеринарной службах и юстиции — малиновый;
- в кавалерии — синий;
- в пограничных войсках — зелёный;
- во внутренних войсках — краповый;
- в войсках государственной безопасности — васильковый.

В верхней части петлицы расположен петличный знак. Просветы на погонах имеют тот же цвет, что и петлицы. В 1970 году чёрные просветы на офицерских погонах были заменены на красные.
С 1932 года петлицы также используются или использовались в качестве знака различия на форме одежды ряда гражданских министерств и ведомств СССР. В 1943—1950 годах в некоторых из этих ведомств (НКВД (с 1946 — МГБ и МВД), войска НКВД, пограничные, внутренние и конвойные войска, милиция, железнодорожный транспорт, гражданская авиация и др.), как и в армии, вместо петлиц ввели погоны, однако, примерно в это же время, в 1943—1951 годах, в гражданских министерствах и ведомствах продолжается и введение петлиц — они вводятся в Министерстве связи, Министерстве финансов, Министерстве энергетики, Министерстве геологии, Главном управлении геодезии и картографии при Совете Министров СССР, таможенной службе и других. В 1954—1958 годах в большей части гражданских министерств и ведомств, где с 1943—1951 годов использовались петлицы, они были отменены, но в это же время на них переходит ряд гражданских министерств и ведомств, ранее использовавших погоны (Министерство иностранных дел, прокуратура, железнодорожный транспорт и другие). В 1979—1991 годах, в большинстве министерств и ведомств, использовавших петлицы, они были вновь заменены на погоны.
В современной Российской Федерации петлицы в качестве знака различия используются в Министерстве иностранных дел и Федеральном агентстве лесного хозяйства. Петличные знаки используются на форменной одежде ведомственной охраны Федерального агентства железнодорожного транспорта.

## Фотогалерея
- К. Е. Ворошилов с петлицами маршала Советского Союза
- Петлица маршала РККА
- Петлица с эмблемой ВВС СССР на шинели, сшитой в 1958 году
- Петлицы Прокуратуры СССР
- Петлицы на мундирах российских дипломатов разных времён